# Kleptochthonius regulus
Espèce
Kleptochthonius regulus est une espèce de pseudoscorpions de la famille des Chthoniidae.

## Distribution
Cette espèce est endémique de Virginie aux États-Unis. Elle se rencontre dans la grotte Fallen Rock Cave dans le comté de Tazewell.

## Publication originale
- Muchmore, 1970 : New cavernicolous Kleptochthonius spp. from Virginia (Arachnida, Pseudoscorpionida, Chthoniidae). Entomological News, vol. 81, p. 210-212 (texte intégral).